# Violeta Santos Moura
Violeta Santos Moura (Vila Real), é uma fotojornalista portuguesa. Foi considerada pela revista Time como uma das "34 Mulheres Fotojornalistas a Seguir".

## Percurso
Violeta Santos Moura nasceu em em Vila Real, Trás-os-Montes. 
Estudou design gráfico na Faculdade de Belas-Artes da Universidade do Porto e fez o mestrado em jornalismo pelo instituto IL3-UB da Universidade de Barcelona. 
Em 2011 trabalha como correspondente freelancer para a Agência Lusa em Telavive e Jerusalém, cobrindo a atualidade do conflito israelo-palestiniano. Durante esse período começa também a aprender fotografia digital para acompanhar as suas entrevistas escritas. De 2012 até 2015 trabalha na área de televisão em Telavive ao mesmo tempo que dedica o seu tempo livre a projetos de fotografia documental na região de Israel e Palestina. É em 2015 que publica a primeira reportagem fotográfica na imprensa internacional. O trabalho de fotografia documental Breaking Their Silence, sobre o conflito entre Israel e Palestina, valer-lhe-ia reconhecimento internacional em 2017 pela revista Time que a inclui na sua seleção de "34 Mulheres Fotojornalistas a Seguir" .  
Ao longo da sua carreira fotojornalística tem publicado em vários meios de comunicação, nomeadamente Agência Reuters, Al Jazeera, El País, The Guardian, The International Business Times, Il Reportage, Haaretz, Newsweek, entre muitos outros .
É membro do colectivo Women Photograph. 

## Reconhecimento
- 2017 - A revista Time colocou-a na lista  '34 Female Photographers to Follow' (34 Mulheres Fotojornalistas a Seguir) [5][12][2]

- 2017 - O município de Vila Real distinguiu-a com a Medalha de Mérito de Prata [13]

- 2019 - Recebeu uma bolsa da Fundação Kim Wall, criada em homenagem à jornalista assassinada num submarino [14]

- 2021 - Recebeu uma bolsa do Fundo de Emergência criado pela National Geographic Society para projetos jornalísticos sobre a pandemia de COVID-19 [15]

## Ligações Externas
- "Fotojornalista portuguesa distinguida pela Time", reportagem no canal de televisão português RTP
- "Fotojornalista portuguesa faz sucesso lá fora", reportagem no canal de televisão português TVI
- Visita guiada à exposição "O Espaço Entre Nós" com Violeta Santos Moura que fala sobre o seu percurso
- Violeta Moura: "A morte da Kim Wall foi um 11 de Setembro no jornalismo"
- Tamanho M | As Mulheres no Mundo da Fotografia
- Fotogaleria no P3 (Jornal Público) - trabalho de Violeta Moura intitulado Unwelcome (2016)